# Ceuthobotys
Ceuthobotys és un gènere d'arnes de la família Crambidae. Conté només una espècie, Ceuthobotys penai, que es troba al Perú.